# نهائي كأس إسكتلندا 2001
نهائي كأس اسكتلندا 2001 هي المباراة النهائية من منافسة كأس المملكة المتحدة 2000–01، أقيمت المباراة في 26 مايو 2001، في هامبدن بارك، بين فريقي نادي سلتيك، ونادي هيبرنيان، وفاز فيها نادي سلتيك، بعد أن هزم نادي هيبرنيان، بنتيجة 3 - 0، وكان حكم المباراة كيني كلارك، وحضر المباراة 51824 شخصاً.

## تفاصيل المباراة
لعبت المباراة النهائية في 26 مايو 2001.
| نادي سلتيك | 3 -0 | نادي هيبرنيان |
| ---------- | ---- | ------------- |
|            |      |               |